# Panagiá (Héraklion)
Panagiá, en grec moderne : Παναγιά est un village du dème de Minóa Pediáda, en Crète, en Grèce. Selon le recensement de 2001, la population de Panagiá compte 606 habitants. Il est situé à une altitude de 360 m et à 10 km d'Arkalochóri.